# Karim Ziani
Karim Ziani - em árabe, كريم زياني (Sèvres, 17 de agosto de 1982) - é um futebolista franco-argelino que atua como meia. Atualmente, joga no Al-Jaish, do Qatar.

## Carreira
Ziani representou o elenco da Seleção Argelina de Futebol no Campeonato Africano das Nações de 2010.